# First Fleet

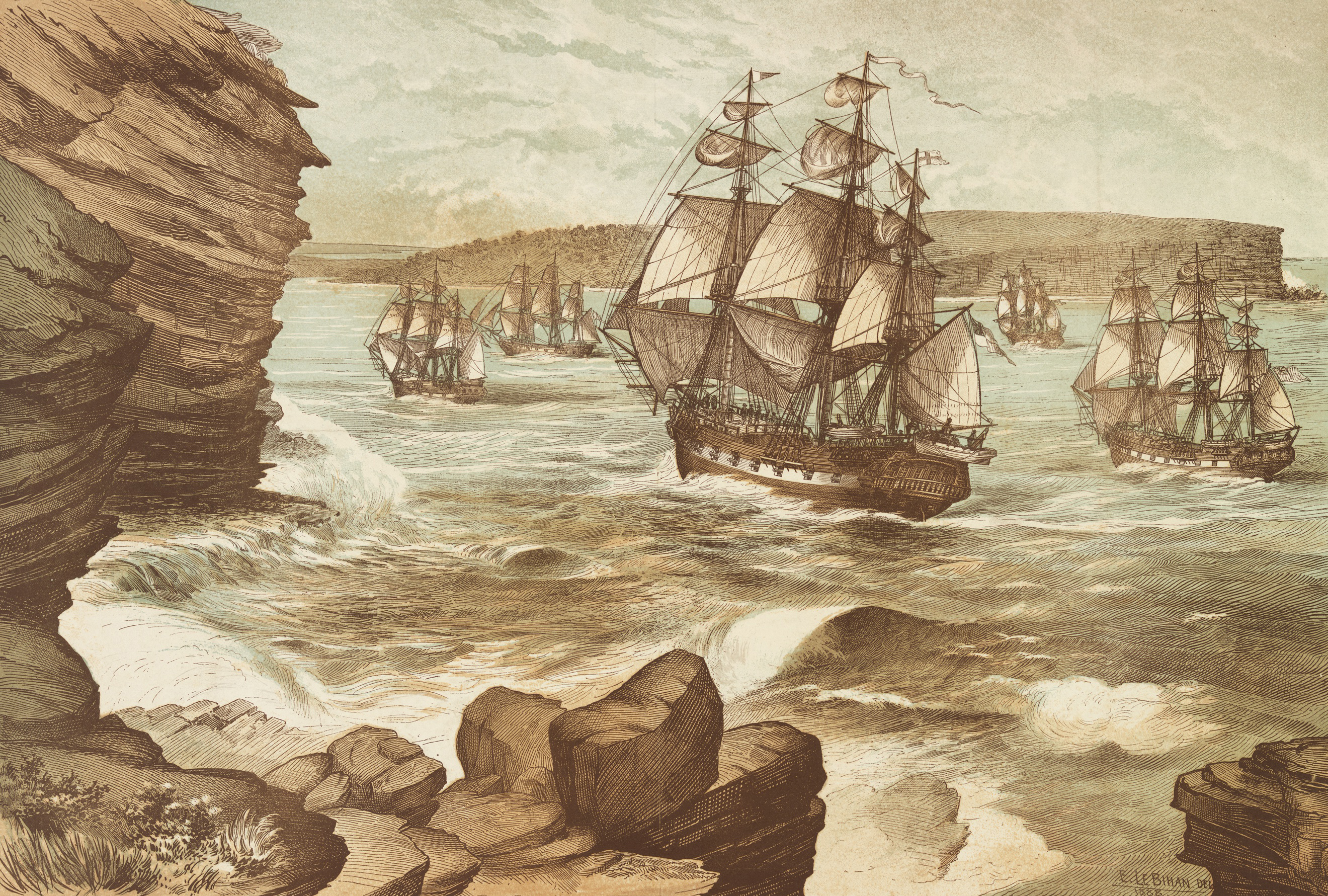
First Fleet bei der Einfahrt in Port Jackson, 1788

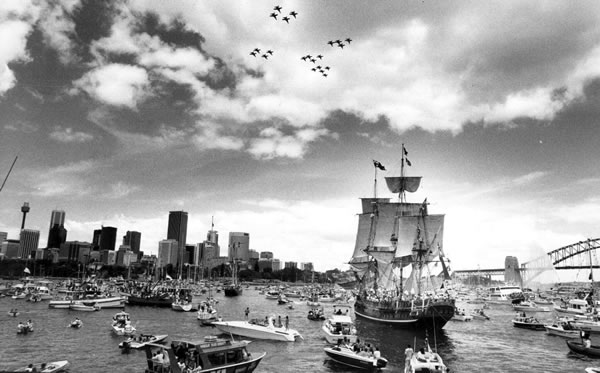
First Fleet, Reenactment von 1988

Als First Fleet (deutsch Erste Flotte) wird die Flotte von Schiffen bezeichnet, die am 13. Mai 1787 Portsmouth in England verließ, um Australien zu besiedeln. An Bord waren insgesamt 756 Strafgefangene und 550 Besatzungsmitglieder. Befehlshaber der elf Schiffe war Kapitän zur See Arthur Phillip.

## Hintergrund
Zum Ende des 18. Jahrhunderts suchte man in Großbritannien dringend eine Dauerlösung für die Deportation von Strafgefangenen. Seit 1611 hatte man Sträflinge nach Nordamerika verbannt, aber mit dem Beginn des Amerikanischen Unabhängigkeitskriegs 1775 und der Anerkennung der Vereinigten Staaten 1783 war dies nicht mehr möglich. Als Ausweg wurden Sträflinge auf ausgedienten und abgetakelten Kriegsschiffen (Hulks), auf der Themse und anderswo, untergebracht, wo sie unter katastrophalen Bedingungen vegetierten. Aus Angst vor Seuchen und Revolten berief Innen- und Kolonialminister Lord Sydney ein Expertenkomitee ein, das einen neuen Verbannungsort finden sollte. Man verfiel auf die Botany Bay in Australien, die nach James Cooks Berichten geeignet schien.
Anfang 1787 wurden die ersten Straftäter, die zu mehrjähriger Verbannung verurteilt worden waren – oft wegen vergleichsweise geringfügiger Verbrechen wie Diebstahl von Lebensmitteln – aus Kerkern und Hulks auf die Schiffe gebracht. Der jüngste war John Hudson (13 Jahre), die älteste Elizabeth Beckford (70 Jahre).

## Reise
Die Flotte stach am 13. Mai 1787 in See. Der erste Zwischenhalt war in Teneriffa, wo Frischfleisch und Wasser aufgenommen wurde. In Rio de Janeiro kaufte man Rum für die Seesoldaten sowie Samen und Setzlinge von Gewächsen warmer Länder, wie Kaffee, Baumwolle, Indigo und Kaktusfeigen. Der letzte Stopp war am Kap der Guten Hoffnung, wo Rinder, Schweine, Schafe und Hühner mitgenommen wurden. Dann ging es mit den Roaring Forties über den Indischen Ozean. Am 1. Januar 1788 wurde Van-Diemens-Land (Tasmanien) gesichtet, am 18. Januar landeten die ersten Schiffe in der Botany Bay. Wenige Tage später begegnete man hier den Schiffen der La-Pérouse-Expedition.
Entgegen den Berichten von James Cook erwies sich die Botany Bay als wenig geeignet für eine Siedlung. Arthur Phillip suchte nach einem besseren Ort und fand Sydney Cove, eine kleine Bucht des Naturhafens Port Jackson. Diese Bucht erreichten die Schiffe am 26. Januar, heute als Australia Day gefeiert.
Die neue Ansiedlung wurde zu Ehren von Lord Sydney Sydney genannt. Die Supply segelte im Februar weiter nach Norfolk Island, auf der eine weitere Siedlung gegründet wurde.

## Schiffe der Flotte
Die Flotte umfasste elf Schiffe:
Marineeskorte
- HMS Sirius, 511 Tonnen, Flaggschiff
- HMS Supply

Sträflingstransporter
- Alexander
- Charlotte
- Friendship
- Lady Penrhyn
- Prince of Wales
- Scarborough

Versorgungsschiffe
- Borrowdale
- Fishburn
- Golden Grove

Modelle aller Schiffe sind im Museum of Sydney ausgestellt.
Neun heute in Dienst stehende Hafenfähren in Sydney sind nach Schiffen der First Fleet benannt (nicht verwendet werden derzeit Lady Penrhyn und Prince Of Wales).

## Gesamtzahlen
|                                     | Abfahrt in Portsmouth | Ankunft in Port Jackson |
| ----------------------------------- | --------------------- | ----------------------- |
| Offizielle und Passagiere           | 15                    | 14                      |
| Schiffsbesatzung                    | 323                   | 269                     |
| Royal Marines                       | 247                   | 245                     |
| Frauen und Kinder der Royal Marines | 46                    | 45 + 9 Neugeborene      |
| Sträflinge (Männer)                 | 582                   | 543                     |
| Sträflinge (Frauen)                 | 193                   | 189                     |
| Kinder der Sträflinge               | 14                    | 11 + 11 Neugeborene     |
| Gesamt                              | 1420                  | 1336                    |

Die Sterberate war für damalige Verhältnisse eher moderat.

## Zusammensetzung nach Nationen
Unter den 732 Sträflingen befanden sich, neben den Engländern und Walisern, die identifiziert werden konnten, etwa 180 Schotten und Iren, 14 Nordamerikaner, 12 Afrikaner, 9 Juden sowie Personen aus Frankreich, Deutschland, Norwegen, Portugal, Indien, Schweden und von den Westindischen Inseln.